# کورتو گرنده
کورتو گرنده (به ایتالیایی: Corno Grande) یک کوه در ایتالیا است که در ابروتزو واقع شده‌است. کورتو گرنده ۲٬۹۱۲ متر بالاتر از سطح دریا واقع شده‌است.